# London Borough of Camden

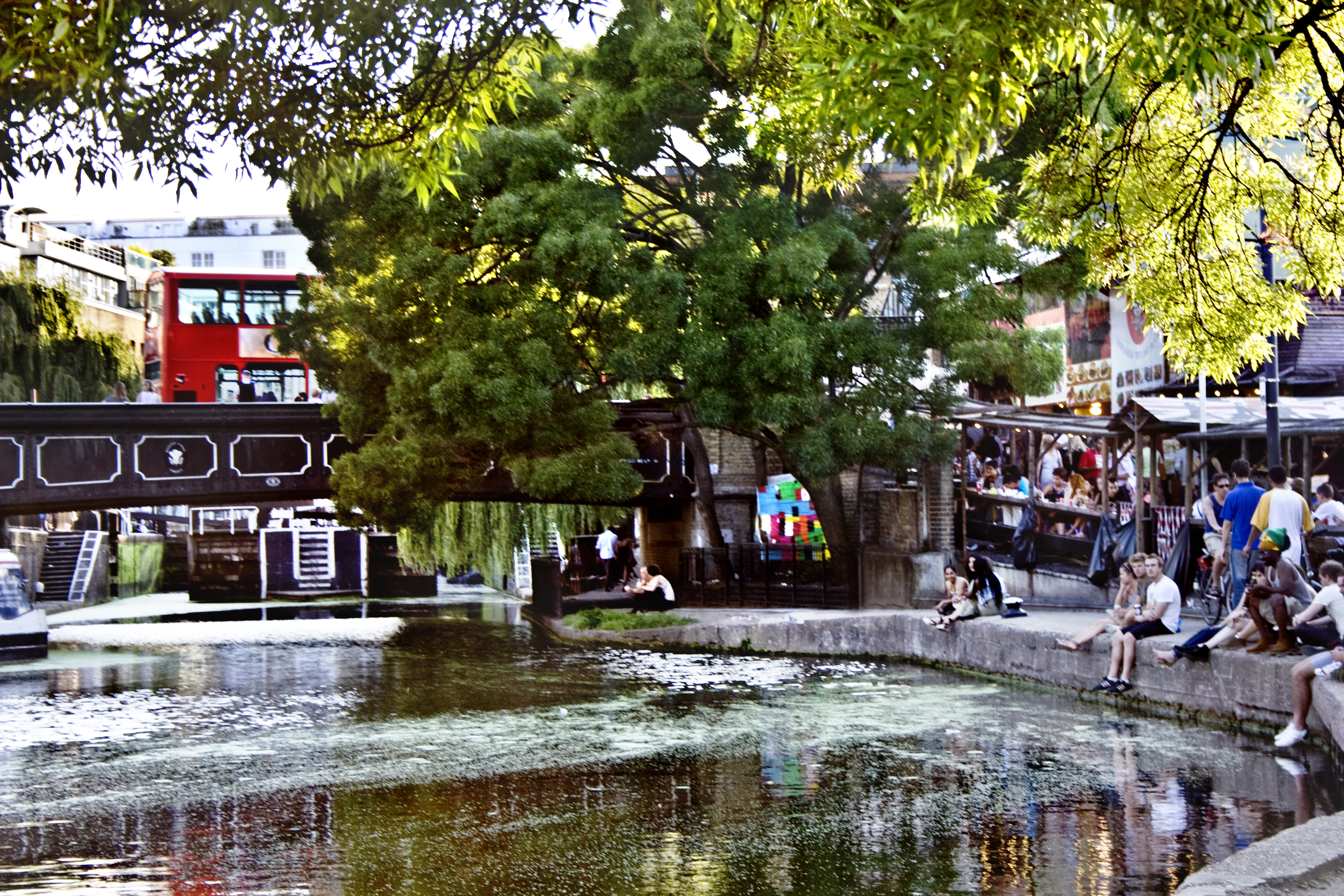
Camden Town market (2011) – dieser Markt wurde Anfang 2015 endgültig abgerissen, um Platz für den neuen Wohn-, Gewerbe- und Freizeitkomplex Hawley Wharf zu schaffen

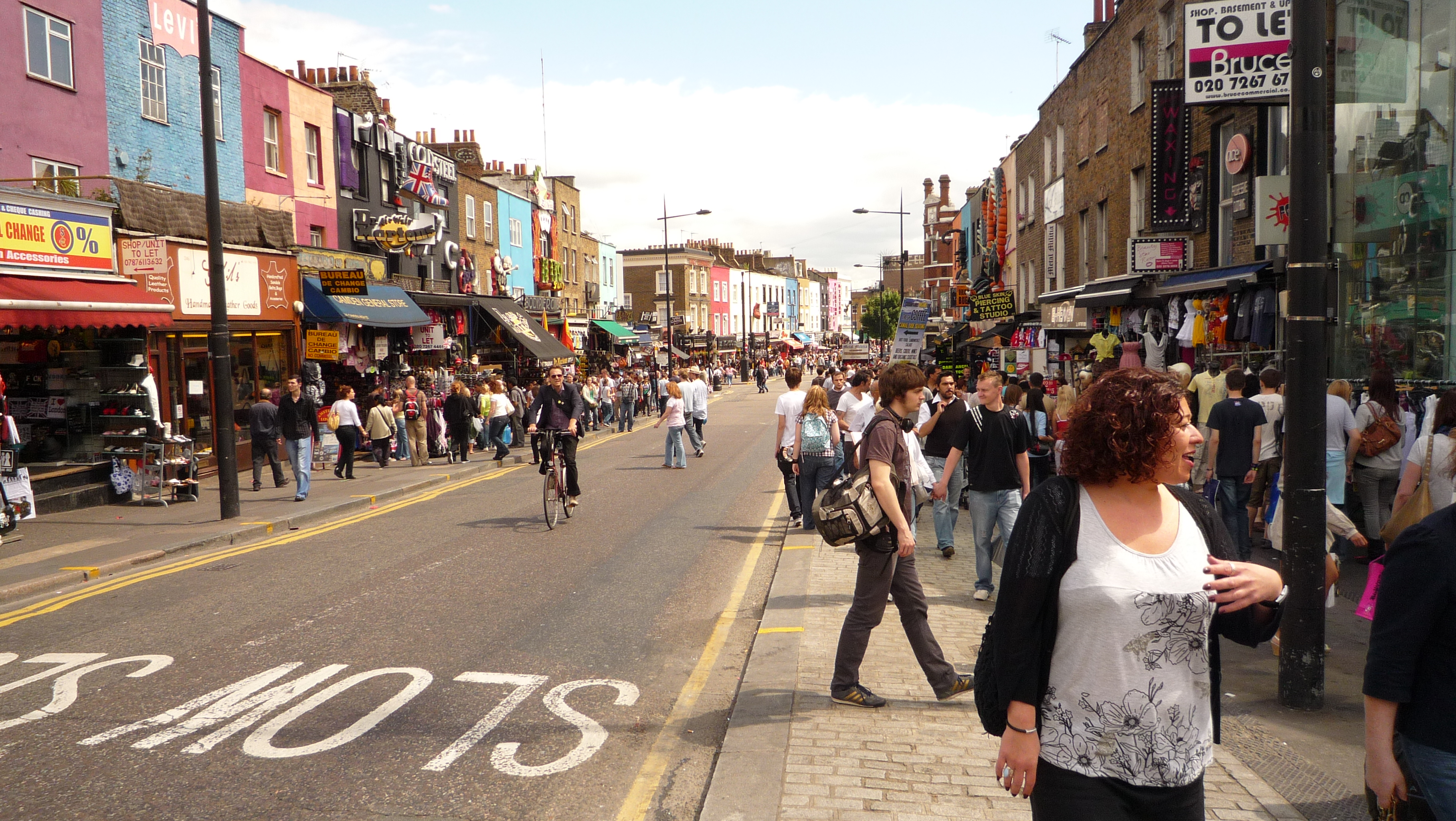
Die Camden High Street im Stadtteil Camden Town (2008)

Holborn Circus um 1910

Holborn Viaduct um 1910

Der London Borough of Camden [ˈkæmdən] ist ein Stadtbezirk von London. Er liegt nordwestlich des Stadtzentrums und reicht bis zum Hampstead Heath. Bei der Gründung der Verwaltungsregion Greater London im Jahr 1965 entstand er aus dem Metropolitan Borough of Hampstead, dem Metropolitan Borough of Holborn und dem Metropolitan Borough of St Pancras im ehemaligen County of London.

## Stadtteile
- Belsize Park
- Bloomsbury
- Brondesbury
- Camden Town
- Chalk Farm
- Cricklewood
- Dartmouth Park
- Fitzrovia
- Fortune Green
- Frognal
- Gospel Oak
- Hampstead
- Haverstock
- Highgate
- Holborn
- Kentish Town
- Kilburn
- King’s Cross
- Primrose Hill
- Somers Town
- South Hampstead
- St Giles
- St Pancras
- Swiss Cottage (London)
- Tufnell Park
- West Hampstead

## Tourismus
Das kulturelle Leben von Camden ist Anziehungspunkt für Touristen. Sehenswürdigkeiten:
- Abbey Road
- Amy-Winehouse-Denkmal
- Bedford Square
- British Library
- British Museum
- BT Tower
- Camden Market
- Carreras Cigarette Factory
- Charles-Dickens-Museum
- Dominion Theatre
- Drama Centre London
- Freud Museum
- Granary Square
- Gray’s Inn
- Hampstead Heath
- Highgate Cemetery
- Keats House
- Kenwood House
- Lincoln’s Inn
- London Zoo
- Parliament Hill Lido
- Regent’s Canal (mittlerer Teil)
- Regent’s Park (östlicher Teil)
- The Roundhouse
- Russell Square
- Shaftesbury Theatre
- Sir John Soane’s Museum
- die Bahnhöfe King’s Cross, St Pancras und Euston

## Persönlichkeiten
- Alan Ayckbourn (* 1939), Theaterautor und Dramatiker
- Sean Bean (* 1959), Schauspieler
- John Betjeman (1906–1984), Dichter und Journalist
- Itamar Biran (* 1998), israelischer Skirennläufer
- Dean Blackwell (* 1969), Fußballspieler
- Dirk Bogarde (1921–1999), Schauspieler und Schriftsteller
- Chris Bonington (* 1934), Bergsteiger
- Charles Dickens (1812–1870), Schriftsteller
- Thomas Dunhill (1877–1946), Komponist
- Marianne Faithfull (1946–2025), Sängerin und Schauspielerin
- Stephen Fry (* 1957), Schauspieler
- Martin Handford (* 1956), Kinderbuchautor und Illustrator (Wo ist Walter?)
- Emma Hayes (* 1976), Fußballtrainerin
- Johnny Haynes (1934–2005), Fußballspieler
- Anthony Stewart Head (* 1954), englischer Schauspieler
- Graham Hill (1929–1975), Rennfahrer
- Frank Holl (1845–1888), Maler
- Saul Hudson (Slash) (* 1965), Gitarrist
- Andrew Fielding Huxley (1917–2012), Biophysiker und Physiologe
- William Anthony Johnson (1832–1909), römisch-katholischer Weihbischof in Westminster
- Siena Kelly (* 1996), Schauspielerin
- Thomas Lance (1891–1976), Bahnradsportler und Olympiasieger
- Clive Langer (* 1954), Gitarrist, Produzent und Komponist
- Edward Lear (1812–1888), Maler, Illustrator, Schriftsteller
- Eric Marshall (1879–1963), Polarforscher
- Nick Mason (* 1944), Schlagzeuger und Gründungsmitglied der Band Pink Floyd
- Jodhi May (* 1975), Schauspielerin
- Max Minghella (* 1985), Schauspieler
- John Moore, Baron Moore of Lower Marsh PC (1937–2019), Manager und Politiker
- John Mortimer (1923–2009), Anwalt und Schriftsteller
- Edward Newman (1801–1876), Entomologe, Botaniker und Schriftsteller
- Egon Pearson (1895–1980), Statistiker
- Jim Redman (* 1931), Motorradrennfahrer
- Max Rosenheim, Baron Rosenheim (1908–1972), Mediziner, Hochschullehrer
- Giles Gilbert Scott (1880–1960), Architekt
- Jerry Springer (1944–2023), Politiker und Moderator
- Dusty Springfield (1939–1999), Sängerin
- Keir Starmer (* 1962), Anwalt und Politiker
- Rod Stewart (* 1945), Popsänger
- Harry Styles (* 1994), Sänger
- Elizabeth Taylor (1932–2011), Filmschauspielerin
- P. L. Travers (1899–1996), Schriftstellerin (1923–1979 im Stadtteil Bloomsbury, später in Chelsea)
- Peter Ustinov (1921–2004), Schriftsteller, Schauspieler, Regisseur
- Evelyn Waugh (1903–1966), Schriftsteller und Journalist
- Alain Whyte (* 1969), Gitarrist
- Amy Winehouse (1983–2011), Soulsängerin
- Kate Winslet (* 1975), Schauspielerin
- Nicholas Winton (1909–2015), Staatsbürger und Retter von 669 jüdischen Kindern vor dem Holocaust
- Lawson Wood (1878–1957), Maler, Illustrator und Karikaturist